# Рамбо (коммуна)
Рамбо́ (фр. Rambaud, окс. Rambaud) — коммуна во Франции, находится в регионе Прованс — Альпы — Лазурный Берег. Департамент коммуны — Верхние Альпы. Входит в состав кантона Ла-Бати-Нёв. Округ коммуны — Гап.
Код INSEE коммуны — 05113.

## Население
Население коммуны на 2008 год составляло 361 человек.
| 1962 | 1968 | 1975 | 1982 | 1990 | 1999 | 2008 |
| ---- | ---- | ---- | ---- | ---- | ---- | ---- |
| 162  | 182  | 218  | 271  | 294  | 279  | 361  |

## Экономика
В 2007 году среди 234 человек в трудоспособном возрасте (15—64 лет) 175 были экономически активными, 59 — неактивными (показатель активности — 74,8 %, в 1999 году было 69,0 %). Из 175 активных работали 166 человек (87 мужчин и 79 женщин), безработных было 9 (7 мужчин и 2 женщины). Среди 59 неактивных 26 человек были учениками или студентами, 25 — пенсионерами, 8 были неактивными по другим причинам.